# Julius Bellinger
Julius Friedrich Wilhelm Edmund Bellinger (* 3. August 1831 in Trier; † unbekannt) war ein deutscher Politiker der Deutschen Zentrumspartei und Mitglied des Reichstages.

## Leben und Wirken
Julius Bellinger besuchte das Gymnasium und studierte anschließend Rechtswissenschaften in Bonn, Heidelberg und Berlin. Wahrscheinlich war er danach Gerichtsreferendar oder -assessor in Trier. Anschließend wurde er 1867 zum Friedensrichter in Rhaunen und desgleichen 1869 in Saarburg ernannt. Danach war er Amtsrichter in Viersen.
1871 wurde er für den Wahlkreis Regierungsbezirk Trier 4 (Saarlouis, Merzig, Saarburg) in den Reichstag gewählt, wo er sich der Fraktion der Zentrumspartei anschloss. Bereits im Sommer 1871 legte er sein Reichstagsmandat nieder, in einer Ersatzwahl am 30. Oktober 1871 wurde als sein Nachfolger der Kaufmann Bartholomäus Haanen aus Köln gewählt.